# Marie-Loup Sougez
Marie-Loup Sougez (París, 1930-Madrid, 2019) fue una historiadora de la fotografía pionera en España y autora de un trabajo fundamental para el estudio de esta disciplina.

## Biografía
Marie-Loup Sougez nació en París en 1930. Era hija del fotógrafo Emmanuel Sougez, quien influyó decisivamente en su pasión por la fotografía y al que dedicó varios estudios. Durante la ocupación nazi de París, vivió en una granja a las afueras de la capital francesa a la que regresó poco antes de su liberación. La División Leclerc llena de españoles ocupando las calles de un París libre fue para ella una impresión inolvidable. De hecho, estudió lengua y literatura españolas en la universidad y, en los años 60, se casó con un pintor español afincado en París, Ramón Cascado. Ambos se instalaron en España en 1974. En Madrid trabajó en la redacción de Historia 16 antes de dedicarse a la investigación histórica de la fotografía.

## Obra
En 1981, la editorial Cátedra publicó la obra de Marie-Loup Sougez titulada Historia de la fotografía. En esta obra, la autora exponía una visión general de la disciplina con una prosa ágil y con el espíritu de un trabajo divulgativo pensado para su edición en formato de bolsillo. Incluyó un capítulo final dedicado a la historia de la fotografía en España, desde sus orígenes hasta la Guerra Civil. El objetivo de este último capítulo, según decía la propia autora en el prólogo, era el de colmar un hueco existente. La realidad es que se convirtió en un trabajo pionero y en una referencia fundamental para los estudiosos que siguieron su estela.
Desde su salida al mercado, la Historia de la fotografía de Marie-Loup Sougez se convirtió en parte de la bibliografía básica de la disciplina y en referencia fundamental de los investigadores de la historia de la fotografía en España, como atestiguan los muchos autores que la citan.
La Historia de la fotografía de Sougez fue reeditada en numerosas ocasiones y en 2011 apareció revisada y ampliada. Otros trabajos suyos de interés fueron un Diccionario de historia de la fotografía firmado junto a Helena Pérez Gallardo y una Historia general de la fotografía de la que fue coordinadora.
En los últimos años estuvo vinculada al Museo Reina Sofía, donde organizaba conferencias.